# Leerflug
Als Leerflug wird im Luftverkehr ein Flug bezeichnet, welcher ohne zahlende Passagiere oder Transportgüter unterwegs ist.

## Allgemeines
Transportmittel haben den Zweck, Personen und/oder Frachtgüter zu befördern. Wird eine Fahrt vor oder nach einer Personen- oder Güterbeförderung ohne Nutzlast durchgeführt, spricht man von einer Leerfahrt. Sie wird im Eisenbahnwesen und bei Straßenbahnen Leerzug genannt, in der Luftfahrt wird vom Leerflug gesprochen.

## Arten

### Arten im Luftverkehr
Leerflüge betreffen Passagier- und Frachtflugzeuge. Bei Leerflügen befindet sich lediglich das fliegende Personal an Bord.
Die Gründe für Leerflüge sind meist technischer oder organisatorischer Natur, etwa weil ein anderes Flugzeug bei einem Umlauf unterwegs wegen eines technischen Defekts ausgefallen ist, die Reparatur umfangreich ist und die Passagiere oder Luftfracht abgeholt werden müssen.
| Art des Leerflugs   | Zweck |
| ------------------- | --- |
| Dead-Head-Flug      | die Beförderung fliegenden Personals als Passagiere von oder zu einem Einsatzort                                                      |
| Empty-Legs-Flug     | die Leerkapazität wird an einem anderen Standort benötigt                                                                             |
| Positionierungsflug | ein Flugzeug wird an den Standort der Nachfrage geflogen                                                                              |
| Überführungsflug    | ein neues oder gebrauchtes Flugzeug wird vom Hersteller oder Voreigentümer an den Erwerber, z. B. eine Fluggesellschaft, ausgeliefert |

Der Empty-Legs-Flug ist ein Leerflug, bei dem aus transportlogistischen Gründen die kommerziell nutzbare Transportkapazität eines Flugzeugs an einem anderen Standort benötigt wird. Bei Verkehrsflugzeugen tritt diese Art eher selten auf, häufiger dagegen bei Geschäftsreiseflugzeugen und anteilig geleasten Maschinen.
Bei Verkehrsflugzeugen tritt der Empty-Legs-Flug eher selten auf, häufiger dagegen bei Privatflugzeugen und anteilig geleasten Maschinen. Zu Beginn der Hauptsaison oder in der Nebensaison kann es jedoch bei Zielen des Massentourismus dazu kommen, dass Flugzeuge beim Hinflug voll ausgelastet sind, aber den Rückflug mangels Nachfrage leer oder gering ausgelastet antreten.
Auch der Überführungsflug (englisch ferry flight) ist ein Leerflug, bei dem ein neues Flugzeug vom Hersteller oder ein gebrauchtes Flugzeug vom Voreigentümer an den vorgesehenen Standort gebracht wird. Er dient allein der Ortsveränderung des Flugzeugs und nicht dem Personen- oder Gütertransport. Für transatlantische Überführungen werden bei kleineren Maschinen zur Erhöhung der Reichweite meist die Sitze aus- oder gar nicht erst eingebaut bzw. Zusatztanks montiert. Ohne Überführungsflug müsste das Flugzeug ansonsten zum Transport im Container zerlegt werden und nach der Ankunft beim Kunden neu montiert und zertifiziert werden, was teurer wäre. Der Transport von unverpackten (nicht demontierten) Kleinflugzeugen auf Schiffen verbietet sich wegen der sperrigen Abmessungen.
Der Positionierungsflug (englisch positioning flight) wird ebenfalls als Leerflug durchgeführt, wobei ein Verkehrsflugzeug leer zum Ort der Nachfrage geflogen wird.

### Allgemein im Verkehrswesen
Im Eisenbahnverkehr heißt die Leerfahrt „Leerzug“, beim Luftverkehr „Leerflug“. In der Schifffahrt gibt es keine besondere Bezeichnung.
Typische Leerfahrten sind die Hinfahrten zu einem Abfahrtort oder die Rückfahrten von einem Bestimmungsort, an dem Frachtgut abgeliefert wurde oder Fahrgäste ausstiegen, ohne dass neues Frachtgut oder neue Fahrgäste übernommen wurden. Das gilt für alle Fahrgäste/Frachtgüter von Transportmitteln wie Eisenbahnen, Flugzeuge, Omnibusse, Schiffe, Straßenbahnen oder Taxis. 
| Verkehrsträger  | Bezeichnung | Beispiele                               |
| --------------- | ----------- | --------------------------------------- |
| Straßenverkehr  | Leerfahrt   | Spedition, Taxi                         |
| Schienenverkehr | Leerzug     | Güterverkehr, Personenverkehr           |
| Luftverkehr     | Leerflug    | Luftfracht, Passagierluftfahrt          |
| Schiffsverkehr  | Leerfahrt   | Frachtschifffahrt, Passagierschifffahrt |

## Wirtschaftliche Aspekte
Betriebswirtschaftlich kann der Leerflug als ein Rüsten oder einen Bereitstellungsflug angesehen werden; das Flugzeug ist ohne Transportgut unterwegs. Der Umlaufplan von Flugzeugen sieht insoweit Nutz- und Leerflüge vor.
Eines der Hauptziele in der Logistik ist allerdings die Minimierung oder Vermeidung von Leerfahrten, um eine günstige Kostendeckung durch einen hohen Deckungsbeitrag zu erreichen. Deshalb muss die Disposition der Flugzeuge und der Lagerung von Transportgut optimiert werden, die eine bessere Aufteilung des Lagerbestands auf Flugzeuge zum Ziel hat. Leerflüge haben lediglich einen Vorteil, denn sie erhöhen die Reichweite des Flugzeugs durch geringere Gesamtmasse.
Die betriebswirtschaftliche Kennzahl des Auslastungsgrades (genauer: der Unterbeschäftigung) spielt insbesondere bei Transportunternehmen eine große Rolle. Bei diesen – zu denen die Fluggesellschaften gehören – werden die gewichtsmäßige, volumenmäßige (räumliche), zeitliche und entfernungsspezifische Auslastung der Flugzeuge unterschieden. Ihr Auslastungsgrad wird im Frachtgeschäft Ladetonnenkilometer {\displaystyle LTK}genannt:
{\displaystyle {\text{LTK}}={\frac {\text{tatsächliche LTK}}{\text{maximal mögliche LTK}}}\cdot 100\,\%}.
Je höher der Auslastungsgrad, umso geringer sind die Leerkosten. Es ist deshalb sinnvoll, Leerflüge zu vermeiden und auch den Rückflug auszulasten. Bei volumenintensivem Frachtgut wie Blumen, Obst, Päckchen usw. wird die gewichtsmäßige Maximalauslastung bei voller Volumennutzung nicht erreicht, so dass es sinnvoller ist, die Größe Volumenkilometer zu wählen.
Im Luftverkehr unterscheidet man zwischen dem Sitzladefaktor (Passagierluftfahrt) und dem Nutzladefaktor (Luftfracht):
{\displaystyle {\text{Sitzladefaktor}}={\frac {\text{verkaufte Sitzplatzkilometer}}{\text{angebotene Sitzplatzkilometer}}}\cdot 100\,\%}.
Der Sitzladefaktor sagt einerseits aus, ob die eingesetzte Luftflotte effizient genutzt wird oder ob gar die Kapazitätsgrenzen erreicht werden.
{\displaystyle {\text{Nutzladefaktor}}={\frac {\text{verkaufte Tonnenkilometer}}{\text{angebotene Tonnenkilometer}}}\cdot 100\,\%}.
Sitzladefaktor und Nutzladefaktor werden zum Ladefaktor zusammengefasst. Der Ladefaktor ist abhängig von der Produktivität der Airline, vom eingesetzten Flugzeugtyp (Größe) und dem Tarif-Mix (Anteil der Sondertarife, First Class, Economy Class usw.).  
Bei Leerflügen ist der Auslastungsgrad „Null“ und die Leerkosten betragen 100 %, so dass keine Nutzkosten vorhanden sind. Dabei hängt die Frage der Leerkosten davon ab, wie die Betriebsleistung definiert wird. Sind nämlich Leerflüge zur Erstellung der Betriebsleistung erforderlich, so sind die damit verbundenen Kosten Nutzkosten. Im Falle der Preiskalkulation auf Grundlage der Grenzplankostenrechnung darf als Betriebsleistung nur ein (gering oder voll) ausgelasteter Flug angesehen werden.
Ein durch Leerflüge entstehendes Kostenrisiko tritt beim Charterverkehr nicht auf, da bei Nicht-Erreichen einer bestimmten Zahl von Passagieren oder Fracht der Personen- oder Gütertransport gemäß Beförderungsbedingungen abgesagt werden kann oder mangels Auftrag erst gar nicht stattfindet.